# 오사카성의 함락

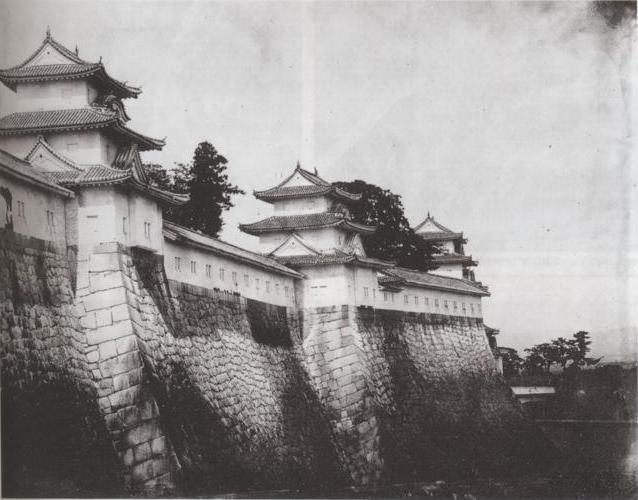
1865년에 촬영한 오사카 성벽

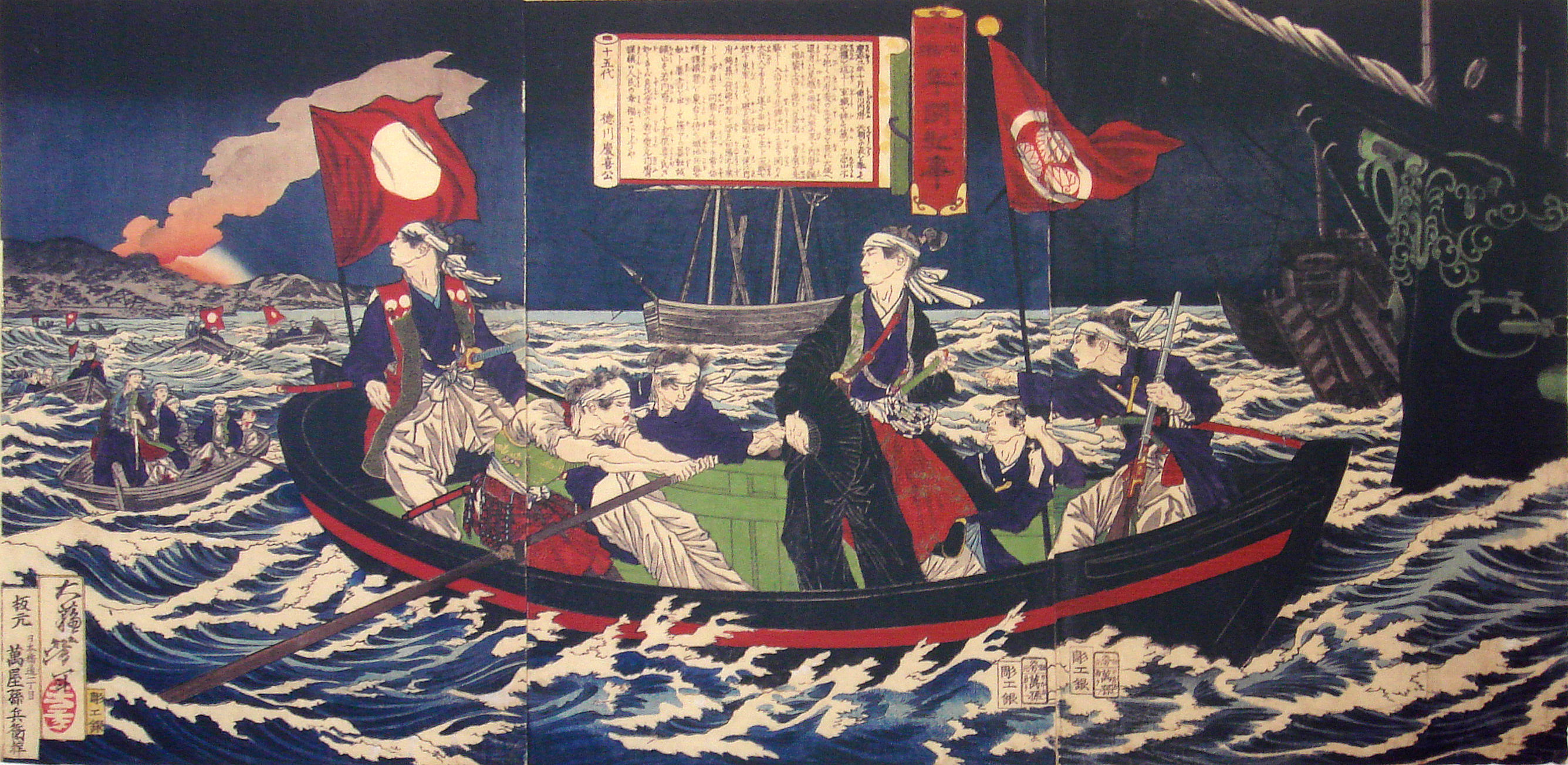
오사카성에서 탈출하는 도쿠가와 요시노부.

1868년 2월 2일 도쿠가와 막부의 직할 성으로 있는 오사카성이 신정부군에 개성되었다.
도바 후시미 전투에서 패주한 막부군은 오사카성에 들어가 도쿠가와 요시노부의 지휘 아래 군을 재편성하기로 한다. 이후 흩어진 막부 세력을 결집시키고 신정부군을 물리치기 위한 반격작전을 구상했다. 그리고 군의 사기를 높이기 위해서 도쿠가와 요시노부를 총사령관으로 내세우기로 한다
그러나 1868년 1월 31일 도쿠가와 요시노부가 아이즈 번, 구와나 번 영주들과 오사카성에서 탈출하여 에도로 철수하면서 계획은 물거품이 된다. 도쿠가와 요시노부는 막부 군함 카이요마루가 도착하지 않자 오사카 만에 정박해 있던 미 군함 USS 이로쿼이호를 타고 에도로 출항했다. 카이요마루는 2시간 후에 도착하여 남은 막부 세력을 태우고 에도로 철수하였다.
오사카성을 지킨 막부군은 도쿠가와 요시노부가 에도로 철수했다는 소식을 듣게 되자 전의를 상실하여 신정부군에게 항복한다. 하지만, 전후 혼란속에 방화가 일어나 건물의 대부분은 소실되었다.
오사카성은 서일본에서 도쿠가와 막부의 힘의 기반이었고 1615년 도쿠가와 이에야스가 도요토미 가문을 멸망시키고 자신의 권력을 확립시킨 결전의 장소이기도 했다. 오사카성을 접수한 신정부군은 이후 민간인의 출입을 금하고, 성내의 부지를 육군의 부지로 활용했다.